# Бауэр, Сет
Сет Дэвид Бауэр (англ. Seth David Bauer; род. 25 сентября 1959, Бриджпорт, Коннектикут) — американский гребной рулевой, выступавший за сборную США по академической гребле в период 1981—1988 годов. Бронзовый призёр летних Олимпийских игр в Сеуле, чемпион мира, победитель и призёр многих регат национального значения.

## Биография
Сет Бауэр родился 25 сентября 1959 года в городе Бриджпорт, штат Коннектикут.
Занимался академической греблей во время учёбы в Йельском университете, состоял в местной гребной команде «Йель Булдогз», неоднократно принимал участие в различных студенческих соревнованиях.
Первого серьёзного успеха в гребле на взрослом международном уровне добился в сезоне 1981 года, когда вошёл в основной состав американской национальной сборной и побывал на чемпионате мира в Мюнхене, откуда привёз награду бронзового достоинства, выигранную в зачёте распашных рулевых восьмёрок.
В 1982 году выступил на мировом первенстве в Люцерне, где в восьмёрках финишировал четвёртым.
На чемпионате мира 1983 года в Дуйсбурге в восьмёрках сумел квалифицироваться лишь в утешительный финал B и расположился в итоговом протоколе соревнований на седьмой строке.
В 1987 году в восьмёрках одержал победу на мировом первенстве в Копенгагене.
Благодаря череде удачных выступлений удостоился права защищать честь страны на летних Олимпийских играх 1988 года в Сеуле. В составе экипажа-восьмёрки в финале пришёл к финишу третьим позади команд из Западной Германии и Советского Союза — тем самым завоевал бронзовую олимпийскую медаль.
После завершения спортивной карьеры работал журналистом, проявил себя в сфере маркетинга и коммуникаций. Был первым редактором журнала National Geographic Green Guide, главным редактором журнала Body+Soul. Занимался планированием редакционной стратегии в издательстве Марты Стюарт.